# Černovice (ort i Tjeckien, Ústí nad Labem)
Černovice är en ort i Tjeckien.   Den ligger i regionen Ústí nad Labem, i den nordvästra delen av landet, 80 km nordväst om huvudstaden Prag. Černovice ligger 385 meter över havet och antalet invånare är 413.
Terrängen runt Černovice är kuperad åt nordväst, men åt sydost är den platt.Runt Černovice är det ganska glesbefolkat, med 23 invånare per kvadratkilometer. Närmaste större samhälle är Chomutov, 4,4 km öster om Černovice. Trakten runt Černovice består till största delen av jordbruksmark.